# Tour della nazionale maschile di rugby a 15 delle Figi 2003
Dopo i buoni risultati dei mondiali 1999, la nazionale delle Figi di Rugby Union reca più volte in tour.
Due i tour nel 2003, in Australia a giugno ed in Nuova Zelanda e Sudamerica ad Agosto, per completare la preparazione alla Coppa del Mondo di rugby 2003

## In Australia
| Canberra 21 giugno 2003 | ACT Brumbies | 26 – 25 | Figi XV | Bruce Chatwin |

| Brisbane 29 giugno 2003 | Queensland XV | 24 – 31 | Figi XV | Ballymore Stadium |

## In Nuova Zelanda e Sudamerica
| Christchurch 3 agosto 2003 | Canterbury Dev XV | 17 – 46 | Figi XV |  |

| Christchurch 6 agosto 2003 | Canterbury Dev XV | 38 – 41 | Figi XV |  |

| Blenheim 9 agosto 2003 | Marlborough | 12 – 75 | Figi XV |  |

| 13 agosto 2003 | Uruguay | 3 – 24 | Figi |  |

| Cordoba 18 agosto 2003 | Argentina | 49 – 30 | Figi |  |

| Santiago 24 agosto 2003 | Cile | 16 – 41 | Figi |  |